# Коломиец, Алла Сергеевна
Алла Сергеевна Коломиец (1924—1976) — советский японовед, искусствовед и коллекционер восточной гравюры.

## Биография
Исследователь японского искусства. Окончила Московский институт Востока (1949). В совершенстве владела японским языком, много раз посещала Японию. С темой "Сборник рисунков Хокусая «Манга»" защитила кандидатскую диссертацию (1964). Опубликовала более 40 научных работ («История японского искусства», «Манга», сборник рисунков Хокусая, «Современная гравюра Японии и её мастера» и др.).
Заведовала редакцией учебников на восточных языках Издательства иностранной литературы. Работала сотрудником редакции вещания на Японию в Радиокомитете СССР (1958—1961). Была научным сотрудником Института истории искусства Министерства культуры СССР (1961—1976).
Печатная графика из коллекции Аллы Коломиец, впоследствии переданная в фонды Государственного музея искусства народов Востока, включает, в основном, японскую гравюру 1950-х — 1970-х годов.

## Публикации (выборочно)
- Коломиец А. С. Кокэси и Тако: [Рассказы для детей] / А. С. Коломиец. Пер. с рус. А. Лаце. — Рига: Лиесма, 1984. — 24 с., цв. ил., 21 см.[4]
- Коломиец, А. С. Современная гравюра Японии и ее мастера / А. С. Коломиец. — М.: Изобразительное искусство, 1974. — 381 с., ил. 22 см.[5]
- Коломиец А. С., Певзнер Я., Вербицкий С. И. Япония 1973 / Ежегодник (серия книг). 1974., 324 с. Тираж — 20000 экз.
- Инуи, Т. Сабу / Пересказ с яп. А. Коломиец; Рис. М. Успенская. — М.: Детская литература, 1974. — 16 с., ил., 28 см.
- Коломиец А. С. Манга: Сборник рисунков Хокусая / Отв. ред. Н. И. Конрад. — М.: Наука (ГРВЛ), 1967. — 136 с. — 3 000 экз.
- Коломиец А. С. Сборник рисунков Кацусика Хокусая "Манга": Автореферат дис. на соискание ученой степени кандидата искусствоведения / Институт истории искусств. — М.: [б. и.], 1964. — 19 с.
- Коломиец А. С. Русско-японский разговорник. — М.: Издательство литературы на иностранных языках, 1961. — 175 с., 11 х 14 см.